# Banshee Chapter - I files segreti della CIA
Banshee Chapter - I files segreti della CIA (Banshee Chapter) è un film del 2013 diretto da Blair Erickson, con protagonisti Ted Levine e Jackie Katia Winter.